# Richard Talbot, 1. Earl of Tyrconnell

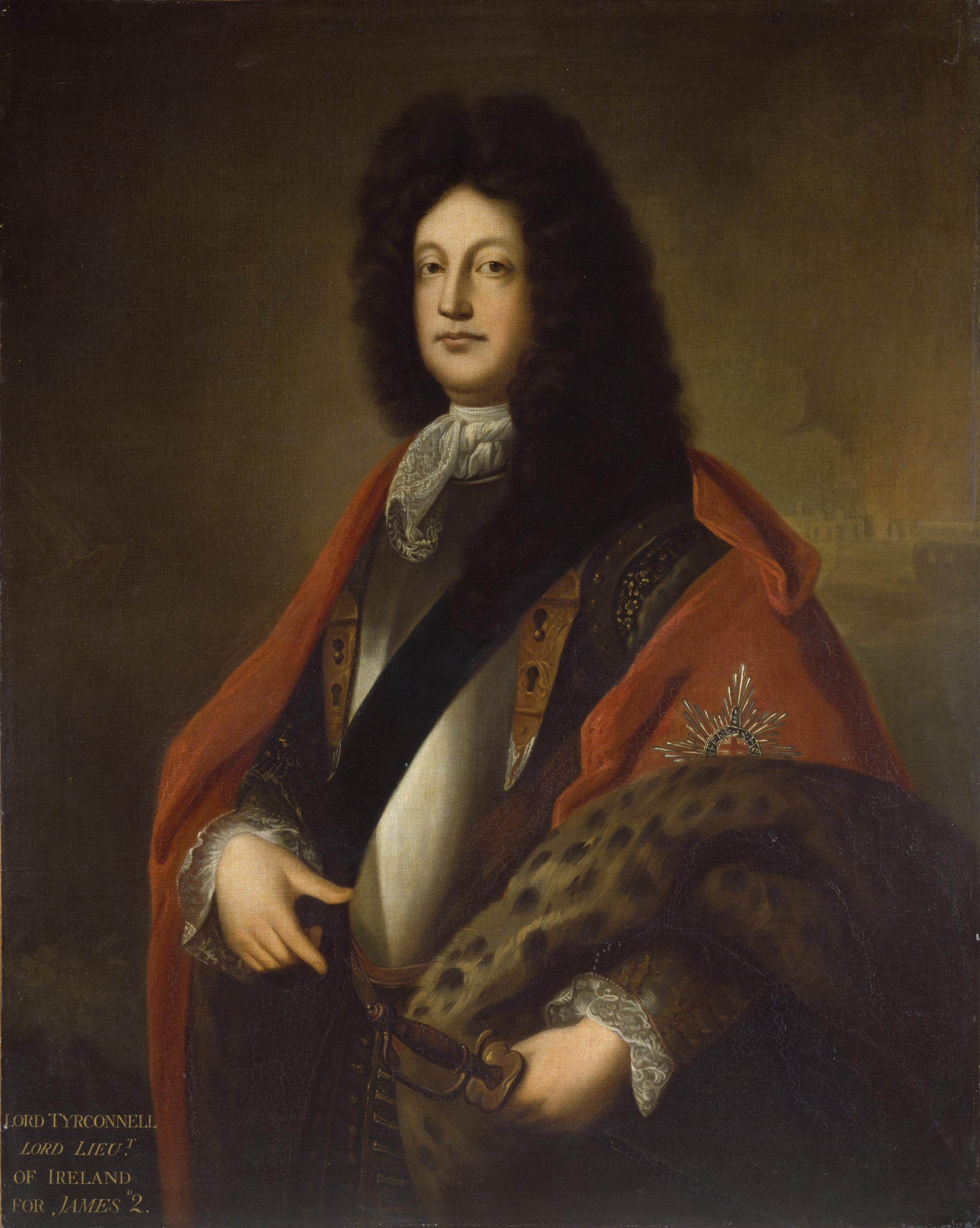
Richard Talbot, 1. Earl of Tyrconnell (Gemälde von François de Troy)

Richard Talbot, 1. Earl of Tyrconnell (seit 1689 jakobitischer Duke of Tyrconnell) (* 1630; † 14. August 1691 in Limerick) war ein katholisch-royalistischer irischer Adliger. Er spielte während der Herrschaft von Jakob II. eine führende Rolle in Irland, ehe er als letzter Katholik 1687 Vizekönig (Lord Deputy of Ireland) wurde. Er hielt auch nach der Glorious Revolution von Wilhelm III. dem alten König die Treue. Die Unterstützung der irischen Jakobiten durch die Franzosen führte dazu, dass Irland zu einem Schauplatz des Krieges der Großen Allianz wurde.

## Frühe Jahre
Er stammte aus einer alten, ursprünglich anglo-normannischen katholischen Familie. Er war der achte und jüngste Sohn des Anwalts und Politikers Sir William Talbot, 1. Baronet († 1634), aus dessen Ehe mit Alison Netterville. Sein Bruder Peter Talbot war Erzbischof von Dublin.
Richard Talbot kämpfte in den royalistischen Truppen in Irland während des Konföderationskriege gegen die englische Parlamentsarmee. Er war in Drogheda, als der Ort 1647 von Oliver Cromwell erobert wurde. Er floh zunächst nach Spanien und ging später nach Flandern, wo sein Bruder ihn mit dem Duke of York, dem späteren Jakob II. bekannt machte. Er war in Umsturzpläne gegen das Regime von Cromwell verwickelt. Im Jahr 1655 wurde er deswegen in London festgenommen und von Cromwell selbst verhört. Dem weiteren Verfahren konnte er sich durch Flucht nach Flandern entziehen.
Er trat in französische Dienste ein und diente 1656 unter Conde. Er kommandierte das Regiment des Duke of York, das hauptsächlich aus Iren aus Munster bestand. Talbot neigte zu Duellen.

## Zeit Karls II.
Zur Zeit der Stuart-Restauration unter Karl II. war Talbot ein Vertrauter von Jakob Duke of York. Er hatte das Amt eines Gentleman of the bedchamber an dessen Hof inne und bezog daraus Einkünfte von 300 Pfund im Jahr. Zwar war er verwickelt in Intrigen gegen dessen Frau Anne Hyde, fiel aber nicht in Ungnade. Er kam zu Wohlstand, indem er als Beauftragter für katholische Iren auftrat, um deren konfiszierten Besitz zurückzubekommen. Vor diesem Hintergrund kam es 1661 zum Konflikt mit James Butler, 1. Duke of Ormonde. Talbot wurde im Tower inhaftiert, durfte aber nach Irland reisen, um sich bei seinem Kontrahenten zu entschuldigen. Danach reiste er nach Portugal und kam wohl im Gefolge der Infantin Katharina von Braganza, der künftigen Frau von Karl II., zurück. Er half dem Duke of York bei seinen Affären und hatte selbst Beziehungen zu einer Reihe hochrangiger Damen.

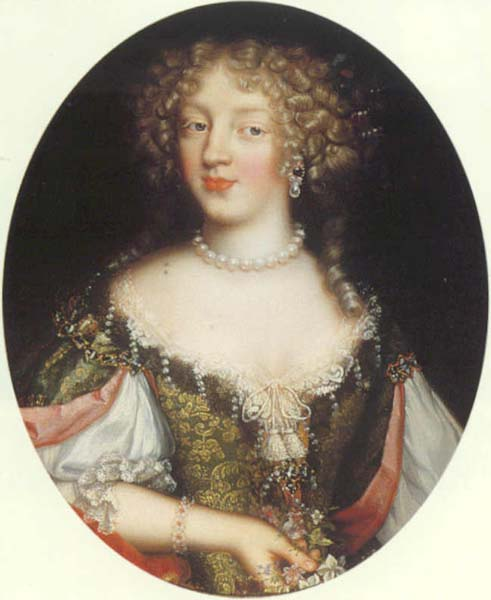
Seine zweite Gattin: Frances Talbot, Countess of Tyrconnel

Im Jahr 1665 ging er nach Irland. Er heiratete 1669 in erster Ehe Katherine Baynton (1645–1679), eine Hofdame von Maria, Duchess of York. Aus der Ehe gingen zwei Töchter hervor. Nach dem Tod seiner ersten Frau heiratete er Frances Jennings (um 1648–1731), die Schwester der späteren Sarah Churchill, Duchess of Marlborough. In Irland machte er sich zum Fürsprecher der Katholiken, was ihn erneut in Konflikt mit Ormonde brachte. Wieder wurde er kurzzeitig im Tower inhaftiert. Talbot nahm 1672 an der Seeschlacht von Solebay im Krieg mit den Niederlanden teil und wurde dabei gefangen genommen.
In der Folge lebte er wohl in Irland. Im Jahr 1678 wurde er im Zusammenhang mit der Papisten-Verschwörung festgenommen, durfte aber ins Exil gehen. Kurz vor Ende der Herrschaft Karls II. konnte er zurückkehren.

## Politik in Irland
Der König beauftragte ihn mit der Umorganisation der irischen Armee. Nachdem Jakob 1685 König wurde, rief er Ormonde aus Irland ab und übergab dessen altes Regiment an Talbot. Dieser kommandierte nun die Armee in Irland und begann, wichtige Stellen mit Katholiken zu besetzen. Dagegen wurde die protestantische Miliz unter Ormonde aufgelöst. Kurze Zeit später, am 20. Juni 1685, ernannte ihn der König zum Earl of Tyrconnell, sowie Viscount Baltinglass und Baron Talbotstown. Talbot plante zusammen mit seinem Bruder auch die Enteignungen von katholischen Iren rückgängig zu machen. In London gelang es ihm, die Position des neuen Vizekönigs für Irland Henry Hyde, 2. Earl of Clarendon, zu untergraben und eine von diesem weitgehend unabhängige Stellung einzunehmen. Im Jahr 1686 wurde er zum Generalleutnant der Armee in Irland ernannt. In der Folge wurde die Armee immer stärker katholisch geprägt. Der König nahm ihn ins Privy Council auf. Außerdem wurde er 1687 zum Vizekönig (Lord Deputy of Ireland) ernannt. Als solcher betrieb er eine betont katholische Politik.
Nachdem Wilhelm III. von Oranien Jakob II. 1688 im Zuge der Glorious Revolution vom Thron vertrieben hatte, regierte Talbot Irland im Namen Jakobs weiter. Aus Sicht der neuen Regierung war er ein Aufständischer. In der folgenden Zeit kommandierte er jakobitische Truppen gegen die Truppen von Wilhelm III. Jakob II. landete im März 1689 in Irland. Talbot schloss sich ihm in Cork an. Kurze Zeit später ernannte Jakob ihn am 30. März 1689 zum Duke of Tyrconnell und Marquess of Tyrconnell. Diese Titel wurden aber nur von den Jakobiten anerkannt. Später beauftragte ihn Jakob II. mit der Belagerung des protestantischen Londonderry. Die Truppen Wilhelm III. gingen Anfang 1690 in die Offensive. Talbot nahm, obwohl krank, an der Schlacht am Boyne teil. Als Jakob das Schlachtfeld verließ, führte Talbot die geschlagene Armee zurück. Nachdem Jakob Irland verlassen hatte, blieb Talbot als dessen Beauftragter zurück. Wilhelm III. begann (1690/1691), Limerick zu belagern und Talbot reiste nach Frankreich, um Unterstützung zu suchen. In Irland selbst hatte er an Einfluss verloren. Als er im Januar 1691 zurückkehrte, war sein Einfluss gering. Er war auch im eigenen Lager unpopulär, weil er Verhandlungen befürwortete. Talbot starb am 14. August 1691 in Limerick an einem Schlaganfall und wurde zwei Tage später in der Kathedrale von Limerick bestattet. Die Stadt Limerick ergab sich erst am 3. Oktober 1691.